# 猫の災難
猫の災難（ねこのさいなん）は古典落語の演目。別題に猫災（びょうさい）。原話は宝永5年に出版された『かす市頓作』の「猫の番」。元は上方落語であったが、三代目柳家小さんにより江戸落語に移入された。

## あらすじ
長屋住まいの熊五郎は酒が飲みたいが金がない。どうしようかと考えていると、隣のおかみさんが通りかかる。彼女は猫の病気見舞いに大きな鯛をもらい、身を食べさせた残りの頭と尾を捨てに行くところだと言う。話を聞いた熊五郎はまだ食える部分があるとして、それを貰い受ける。そこに兄貴分が尋ねてくる。たまたま身にあたる部分がザルで隠れていたため、立派な鯛が一尾あると勘違いした兄貴分はこの鯛で一杯飲もうと言う。酒を飲みたい熊五郎は、誤解を解こうとせず、兄貴分は酒を買いに行ってしまう。
その後、酒を持って戻ってきた兄貴分に熊五郎は隣の猫が身を持っていってしまったと嘘をつく。兄貴分は腹を立てながら、買ってきた酒を熊五郎の家に置いて、今度は鯛を買いに出て行く。兄貴分を待つ間、酒が飲みたくなった熊五郎は、少しずつ飲み始め、結局調子に乗って全部飲んでしまう。
鯛を買ってきた兄貴分は酒がないことに怒る。これに熊五郎は隣の猫が再びやってきて酒瓶を倒し、全部こぼしてしまったのだと嘘をつく。そこで兄貴分がいいかげん俺が隣に文句をつけてきてやると言うと、一部始終を聞いていた隣のおかみさんがやってきて熊五郎の嘘がバレる。
その後、兄貴分が俺に隣に行かせて何をさせたかったんだと問うと、熊五郎が言う。
「猫に詫びといてくれ」

## サゲのバリエーション
元の上方落語のサゲは、隣家の猫がやってきて神棚を拝み「悪事災ニャン（災難）を免れますように」と話すものであった。上記のサゲは江戸落語のもので、小さんによって創作されたという。